# S/2000 (90) 1
S/2000 (90) 1 ist die um lediglich 4,6 % kleinere Komponente („Mond“) des äußeren Hauptgürtelasteroiden (90) Antiope. Die Entdeckung dieses Begleiters führte zum ersten bekannten Doppelasteroiden-System, bei dem die Komponenten eine vergleichbare Größe aufwiesen.

## Entdeckung und Benennung
S/2000 (90) 1 wurde am 10. August 2000 von einem Astronomenteam bestehend aus William J. Merline, Laird M. Close, J. Chris Shelton, Christophe Dumas, François Menard, Clark R. Chapman und David C. Slater unter Verwendung adaptiver Optik mit dem 10-m-Keck-Teleskop II auf dem Mauna Kea auf Hawaii entdeckt. Die Entdeckung wurde am 3. Oktober 2000 bekanntgegeben; der Mond erhielt die vorläufige Bezeichnung S/2000 (90) 1.
Seit der Entdeckung des Begleiters wird der Name „Antiope“ offiziell für die größere Komponente verwendet, während für die kleinere Komponente die Bezeichnung S/2000 (90) 1 gilt. Doch wird der Name oft auch für das ganze System verwendet. Inoffiziell wird der Asteroid daher zuweilen auch als „Antiope B“ bezeichnet.
Insgesamt wurde das System durch mehrere erdbasierte Teleskope beobachtet, insgesamt bisher 3212 Mal innerhalb von 150 Jahren. (Stand Sept. 2017)

## Bahneigenschaften

Umlauf- und Rotationsdynamik im Antiope–System

### Umlaufbahn
S/2000 (90) 1 und Antiope umkreisen einander um den gemeinsamen Schwerpunkt auf einer prograden, fast kreisförmigen Umlaufbahn in 171 km Abstand (ca. 3,9 Antiope A- bzw. 4,1 Antiope B-Radien) zu den Mittelpunkten der beiden Körper; dies ergibt einen mittleren Abstand der Oberflächen beider Körper von etwa 85 km, was auch ungefähr den jeweiligen Durchmessern der beiden Komponenten entspricht. Diese berühren sich also nicht, und Antiope ist demnach kein contact binary, wie das etwa bei (216) Kleopatra der Fall ist.
Die Bahnexzentrizität beträgt weniger als 0,006, die Bahn ist um 63,7° gegenüber der Ekliptik geneigt.
Die Umlaufzeit von S/2000 (90) 1 ist gleich der Rotation und beträgt rund 16 Stunden und 30 Minuten.

### Rotation
S/2000 (90) 1 rotiert in 16 Stunden und 30 Minuten einmal um ihre Achse. Da die Umlaufzeit gleich der Rotationszeit ist, und sich der Hauptkörper Antiope ebenso verhält, handelt es sich um eine doppelt gebundene Rotation. Das bedeutet, dass sich beide Körper stets dieselbe Seite zuwenden. Nach dem System Pluto/Charon war es das erste Mal, bei dem eine doppelt gebundene Rotation nachgewiesen werden konnte. Voraussetzung dafür ist ein ähnliches Masseverhältnis sowie eine enge Umlaufbahn der beiden Körper.
Wie Antiope vollführt S/2000 (90) 1 in einem Antiope-Jahr 2.968,7 Eigendrehungen („Tage“).

## Physikalische Eigenschaften

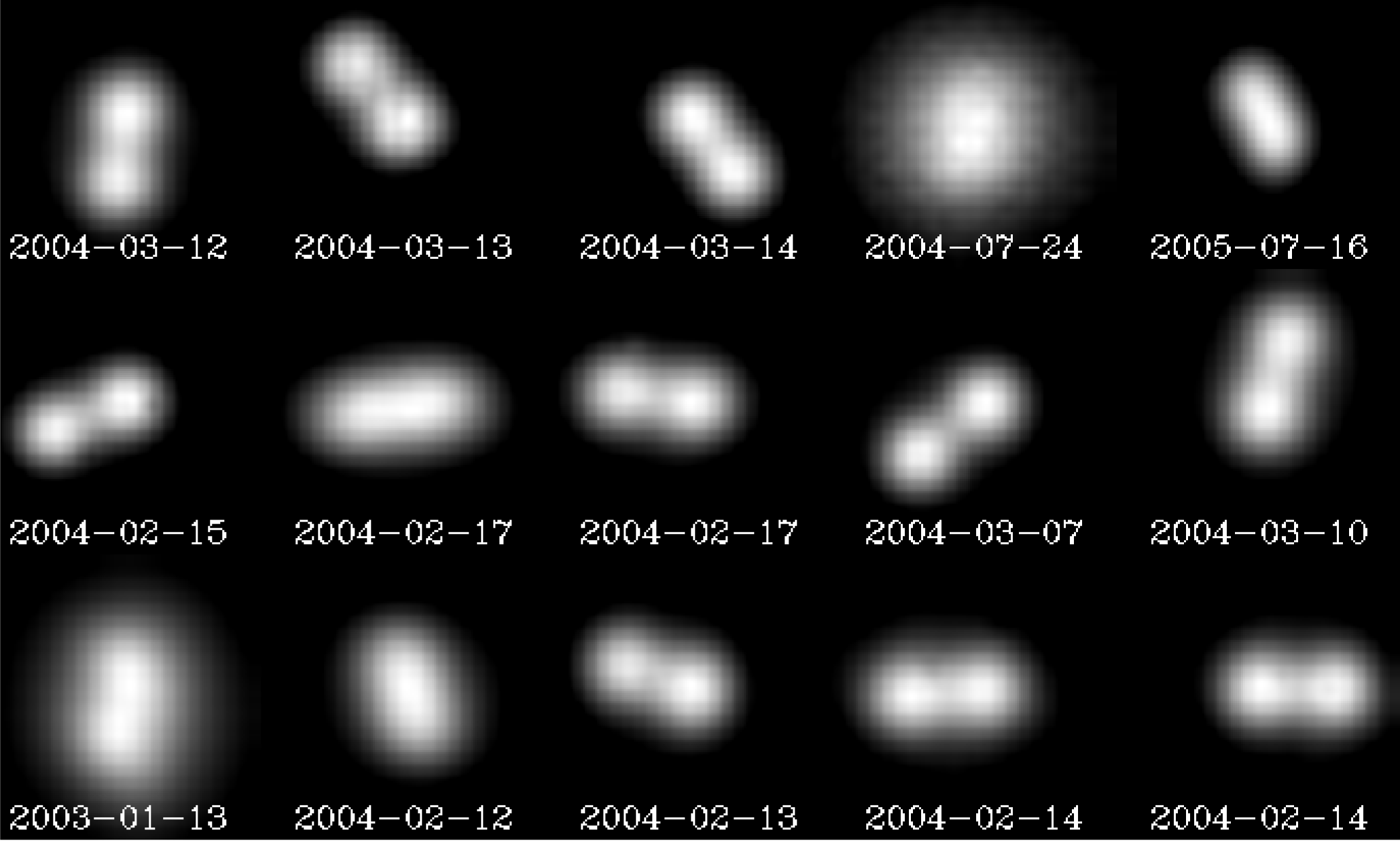
Beobachtungen des Antiope–Systems 2003–2005 mit dem VLT

### Größe
Die bisherigen Beobachtungen von S/2000 (90) 1 weisen auf einen rundlichen, leicht unregelmäßig geformten Körper hin; die genaueste Durchmesserbestimmung (Geometrisches Mittel) liegt bei 83,8 km. Hinsichtlich der genauen Dimensionen liegt der präziseste Wert bei 89,4 × 82,8 × 79,6 km. Der Begleiter weist damit 95,4 % des Durchmessers des Hauptkörpers auf. Der gemessene Wert von rund 116 km bezieht sich auf beide Antiope–Körper.
Ausgehend von einem mittleren Durchmesser von 83,8 km ergibt sich eine Oberfläche von etwa 22.000 km2, was knapp der Fläche Israels entspricht.
Im Hauptgürtel stellen solche Binärsysteme eher eine Seltenheit dar. Bereits im Dezember 2000 gelang mit 1998 WW31/S/2000 (1998 WW31) 1 die Entdeckung eines zweiten Systems, das allerdings wie die meisten derartigen Systeme zu den transneptunischen Objekten gehört. Zu den Binärsystemen im Hauptgürtel mit einem Größenverhältnis von über 90 % für die kleinere Komponente gehören neben Antiope die Systeme (617) Patroclus/Menoetius (ein L5-Jupiter-Trojaner-System, 92,4 %) und (69230) Hermes/S/2003 (69230) 1 (90 %).
Das Antiope-System stellt demnach punkto Größenverhältnis das Spitzensystem im Asteroidengürtel dar. Insbesondere aber in absoluten Zahlen ist das System einzigartig im Hauptgürtel, da sämtliche anderen vergleichbaren Systeme Durchmesser unter 10 km besitzen. Im Kuipergürtel dagegen sind solche Systeme nicht ungewöhnlich. Insgesamt gehören beide Antiope-Komponenten zu den 500 größten Asteroiden im Sonnensystem.
| Jahr | Abmessungen km     | Quelle          |
| ---- | ------------------ | --------------- |
| 2001 | 120,07 ± 4,0       | IRAS            |
| 2007 | 83,8 ± 1,0         | Descamps et al. |
| 2007 | 89,4 × 82,8 × 79,6 | Descamps et al. |
| 2014 | 115,974            | Masiero et al.  |

Die präziseste Bestimmung ist fett markiert.

### Innerer Aufbau
S/2000 (90) 1 gehört zu den Typ-C-Asteroiden und besitzt daher eine dunkle, kohlenstoffreiche Oberfläche mit einer Albedo von 0,058. Die Oberflächenfärbung ist damit dunkler als Kohle. Die ungewöhnlich geringe mittlere Dichte von 1,25 g/cm3 ist ein Hinweis darauf, dass es sich nicht um einen kompakten Körper handelt, sondern ein Rubble Pile sein dürfte, eine Ansammlung von Staub und Gesteinen, die von Hohlräumen durchsetzt ist. Die Porosität wird auf über 30 % geschätzt. Es ist denkbar, dass sich der Asteroid aus Schutt einer vorangegangenen Kollision formiert hat, möglicherweise diejenige, in welcher die Themis–Familie ihren Ursprung hat.
Die Masse von S/2000 (90) 1 ließ sich bislang auf {\displaystyle 4{,}2\cdot 10^{17}\ {\rm {kg}}} berechnen; die Gesamtmasse des Systems beträgt {\displaystyle 8{,}3\pm 0{,}2\cdot 10^{17}\ {\rm {{kg}.}}}. Da der Begleiter nur 2,5 % weniger Masse als der Hauptkörper aufweist, befindet sich das Baryzentrum des Systems auch beinahe mittig.
Die absolute Helligkeit wird mit 8,27 mag angegeben.
Die mittlere Oberflächentemperatur beträgt rund 158 K (−115 °C) und kann mittags bis auf maximal 244 K (−29 °C) ansteigen.